# Палаццо делла Ровере
Палаццо делла Ровере — дворец в Риме, в Италии, выходящий на улицу Виа делла Кончилиационе. Он также известен как Палаццо деи Пенитенциери.
Возведение дворца было начато в 1480 году кардиналом Доменико делла Ровере, родственником папы Сикста IV, возможно по проекту флорентийского архитектора Баччио Понтелли. Дворец строился между 1480 и 1490 годами; Понтелли предельно точно повторил архитектурный стиль Палаццо Венеция, одного из важнейших зданий Рима XV века. Пять парадных залов сейчас выполняют роль официальных приёмных комнат Ордена Святого Гроба Господнего Иерусалимского.
Название Палаццо деи Пенитенциери прижилось ко дворцу во время папы Александра VII, который разместил здесь папских исповедников, известных как penitenzieri. Сейчас в здании Палаццо делла Ровере располагаются отель и Орден Святого Гроба Господнего Иерусалимского.

## Описание
Здание имеет массивный фасад, по образу Палаццо Венеция, с башней на левой стороне. Имя Доменико делла Ровере написано на окнах на первом этаже, а герб на фасаде дворца принадлежит папе Клименту XIV.
В интерьер дворца входит двухуровневый двор: нижний с портиком и с восьмигранными колоннами и колодцем, и верхний с садом. Дворец имеет богатое внутреннее убранство. Наиболее известной деталью интерьера является Свод полубогов, галерея из мифологических и аллегорических фигур, созданная художником Пинтуриккьо в 1501 году.

## Театр Нерона
В июле 2023 года в саду Палаццо делла Ровере во время строительства были обнаружены руины древнего сооружения, идентифицированного как руины театра Нерона I века н. э. Предполагается, что именно там император Нерон репетировал стихи и ставил музыкальные представления.